# Aerohandling (Israel)
Aerohandling es el nombre comercial de Noamar Air Handling Holdco N.V., una compañía que presta servicios de manejo de aeronaves en el Aeropuerto Internacional Ben Gurión de Tel Aviv, en Israel. La compañía pertenece en un 40% a Iberia LAE, perteneciendo el resto de las acciones a Bedek Aviation Group. La compañía ofrece todos los servicios de asistencia en tierra tanto a aerolíneas de pasajeros como a aeronaves corporativas o ejecutivas, incluyendo servicios de mantenimiento a aeronaves.